# Xterra (Triathlon)

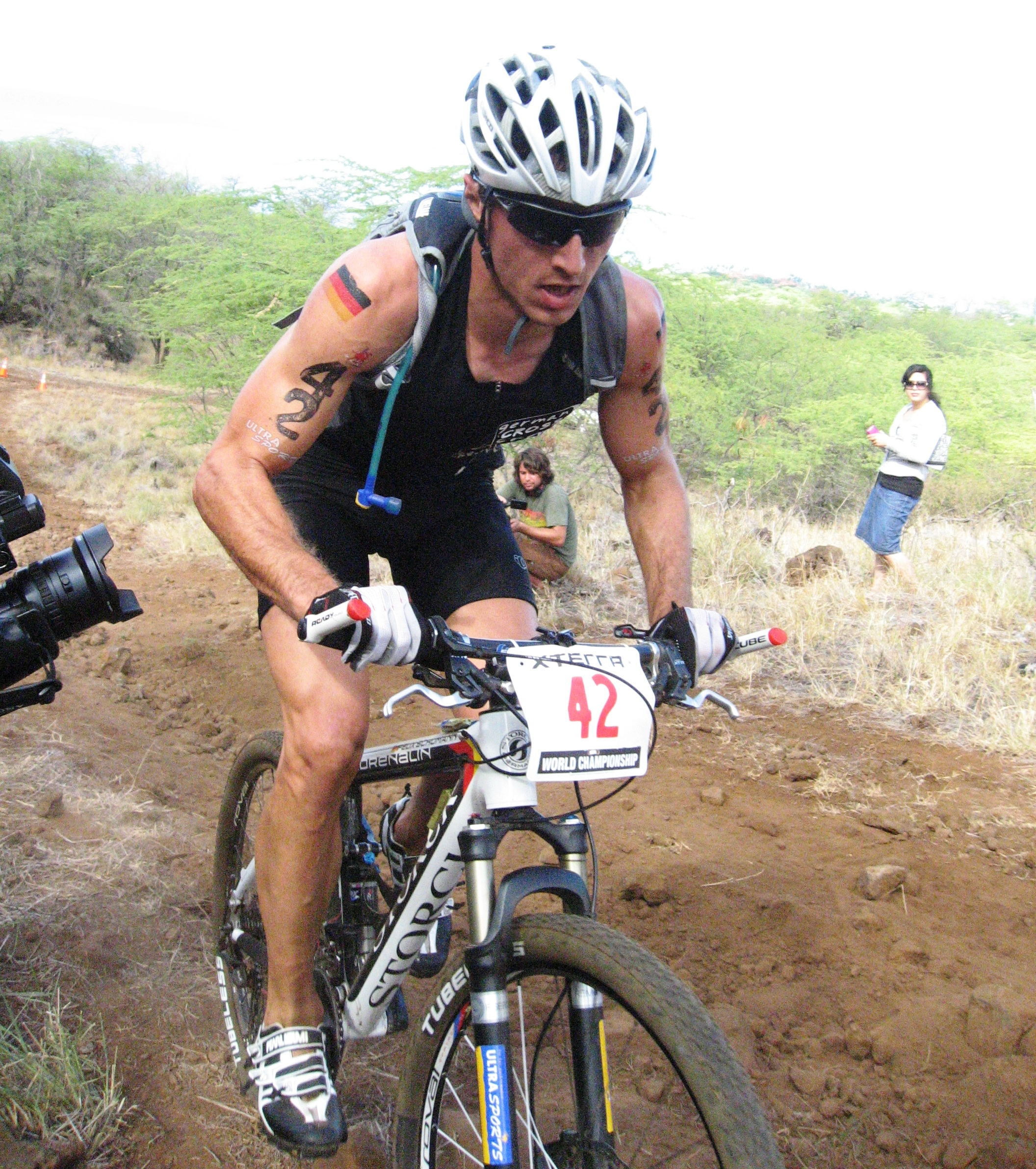
Felix Schumann bei der Xterra-Weltmeisterschaft 2009 in Maui (Hawaii)

Die Xterra ist ein Cross-Triathlon-Ausdauerwettkampf.

## Organisation
Im ersten Jahr trug der Bewerb 1996 noch den Namen „AquaTerra“ und dann wurde „Xterra“ eingeführt:

Das „X“ steht für „unbekannt“ und „terra“ aus dem Lateinischen für „Land“ – somit also etwa „unbekanntes Land“.

Der Name wurde geschützt und mit der Markteinführung des Nissan Xterra wurde ein Sponsoren-Vertrag mit dem Automobilhersteller geschlossen.
Im Jahr 2000 wurde die Rennserie mit Rennen in Canada, England und Japan auch außerhalb der USA ausgeweitet und 2001 umfasste die Rennserie 19 und 2003 schon 50 Rennen.
Die weltweiten Xterra-Bewerbe werden über die Distanzen
- 1,5 km Schwimmen,
- 30 – 40 km Mountainbike
- und 8 – 12 km Crosslauf

ausgetragen.

## Ergebnisse

### Weltmeisterschaft
Im Xterra-Cross-Triathlon werden seit 1996 Weltmeisterschaften über 1,5 km Schwimmen, 31 km Mountainbike und 10,5 km Laufen ausgetragen.
Flora Duffy konnte hier 2017 ihren vierten Sieg in Folge erzielen und 2019 das Rennen zum fünften Mal für sich entscheiden, nachdem sie 2018 nicht gestartet war.
Vor ihr hatte das die Britin Julie Dibens in den Jahren 2007, 2008 und 2009 bereits dreimal geschafft.
2019 wurde auf die Sieger ein Preisgeld von 100.000 US-Dollar verteilt. Im September 2024 konnten sich die beiden Franzosen Arthur Serrieres  und Solenne Billouin zum dritten Mal in Folge mit einem französischen Doppelsieg die Weltmeisterschaft sichern.
| Datum/Jahr    | Männer               | Männer               | Männer                  | Frauen               | Frauen               | Frauen               |
| Datum/Jahr    | Erster Platz         | Zweiter Platz        | Dritter Platz           | Erster Platz         | Zweiter Platz        | Dritter Platz        |
| ------------- | -------------------- | -------------------- | ----------------------- | -------------------- | -------------------- | -------------------- |
| 25. Sep. 2025 |                      |                      |                         |                      |                      |                      |
| 21. Sep. 2024 | Arthur Serrieres -3- | Felix Forissier      | Jens Emil Sloth Nielsen | Solenne Billouin -3- | Sandra Mairhofer     | Loanne Duvoisin      |
| 23. Sep. 2023 | Arthur Serrieres -2- | Felix Forissier      | Jens Emil Sloth Nielsen | Solenne Billouin -2- | Alizée Paties        | Diede Diederiks      |
| 1. Okt. 2022  | Arthur Serrieres     | Arthur Forissier     | Rubén Ruzafa            | Solenne Billouin     | Sandra Mairhofer     | Alizée Paties        |
| 5. Dez. 2021  | Hayden Wilde         | Arthur Serrieres     | Rubén Ruzafa            | Flora Duffy -6-      | Loanne Duvoisin      | Michelle Flipo       |
| 27. Okt. 2019 | Bradley Weiss -2-    | Arthur Serrieres     | Rubén Ruzafa            | Flora Duffy -5-      | Lesley Paterson      | Helena Karásková     |
| 28. Okt. 2018 | Rom Akerson          | Bradley Weiss        | Sam Osborne             | Lesley Paterson -3-  | Michelle Flipo       | Elizabeth Orchard    |
| 29. Okt. 2017 | Bradley Weiss        | Mauricio Méndez Cruz | Rubén Ruzafa            | Flora Duffy -4-      | Bárbara Riveros Díaz | Laura Philipp        |
| 23. Okt. 2016 | Mauricio Méndez Cruz | Rubén Ruzafa         | Ben Allen               | Flora Duffy -3-      | Lesley Paterson      | Suzie Snyder         |
| 1. Nov. 2015  | Josiah Middaugh      | Braden Currie        | Rubén Ruzafa            | Flora Duffy -2-      | Lesley Paterson      | Emma Garrard         |
| 26. Okt. 2014 | Rubén Ruzafa -3-     | Josiah Middaugh      | Ben Allen               | Flora Duffy          | Bárbara Riveros Díaz | Nicky Samuels        |
| 27. Okt. 2013 | Rubén Ruzafa -2-     | Asa Shaw             | Ben Allen               | Nicky Samuels        | Lesley Paterson      | Flora Duffy          |
| 28. Okt. 2012 | Javier Gómez         | Josiah Middaugh      | Conrad Stoltz           | Lesley Paterson -2-  | Bárbara Riveros Díaz | Mari Rabie           |
| 23. Okt. 2011 | Michael Weiss        | Dan Hugo             | Eneko Llanos            | Lesley Paterson      | Marion Lorblanchet   | Helena Erbenová      |
| 24. Okt. 2010 | Conrad Stoltz -4-    | Franky Batelier      | Michael Weiss           | Shonny Vanlandingham | Julie Dibens         | Marion Lorblanchet   |
| 25. Okt. 2009 | Eneko Llanos -3-     | Nicolas Lebrun       | Michael Weiss           | Julie Dibens -3-     | Lesley Paterson      | Melanie McQuaid      |
| 26. Okt. 2008 | Rubén Ruzafa         | Michael Weiss        | Brent McMahon           | Julie Dibens -2-     | Danelle Kabush       | Shonny Vanlandingham |
| 28. Okt. 2007 | Conrad Stoltz -3-    | Olivier Marceau      | Brian Smith             | Julie Dibens         | Melanie McQuaid      | Jamie Whitmore       |
| 29. Okt. 2006 | Hamish Carter        | Olivier Marceau      | Seth Wealing            | Melanie McQuaid -2-  | Danelle Kabush       | Sybille Matter       |
| 23. Okt. 2005 | Nicolas Lebrun       | Eneko Llanos         | Brent McMahon           | Melanie McQuaid      | Sibylle Matter       | Jamie Whitmore       |
| 24. Okt. 2004 | Eneko Llanos -2-     | Olivier Marceau      | Josiah Middaugh         | Jamie Whitmore       | Melanie McQuaid      | Danelle Kabush       |
| 26. Okt. 2003 | Eneko Llanos         | Nicolas Lebrun       | Justin Thomas           | Melanie McQuaid      | Jamie Whitmore       | Candy Angle          |
| 27. Okt. 2002 | Conrad Stoltz -2-    | Eneko Llanos         | Nicolas Lebrun          | Candy Angle          | Jamie Whitmore       | Shari Kain           |
| 22. Okt. 2001 | Conrad Stoltz        | Kerry Classen        | Jimmy Riccitello        | Anke Erlank          | Cherie Touchette     | Kerstin Weule        |
| 22. Okt. 2000 | Michael Tobin        | Mike Vine            | Mike Pigg               | Kerstin Weule        | Melanie McQuaid      | Ulrike Blank         |
| 31. Okt. 1999 | Ned Overend -2-      | Michael Tobin        | Jimmy Riccitello        | Shari Kain           | Kerstin Weule        | Jody Purcell         |
| 11. Okt. 1998 | Ned Overend          | Wesley Hobson        | Michael Tobin           | Susan Latshaw        | Ulrike Blank         | Caroline Rahner      |
| 26. Okt. 1997 | Mike Pigg            | Ned Overend          | Jimmy Riccitello        | Cameron Randolph     | Lesley Tomlinson     | Susan Latshaw        |
| 3. Nov. 1996  | Jimmy Riccitello     | Mike Pigg            | Ned Overend             | Michellie Jones      | Shari Kain           | Sian Welch           |

Streckenrekorde:
- Schwimmen:  Glenn Wachtel, 18:10 (2000)
- Radfahren:  Michael Weiss, 1:17:30 (2011)
- Laufen:  Jan Řehula, 33:14 (2004)

- Schwimmen:  Raeleigh Tennant, 18:31 (2000)
- Radfahren:  Melanie McQuaid, 1:29:27 (2011)
- Laufen:  Erika Csomor, 38:18 (2004)

Die Rekordzeiten sind aufgrund teilweise geänderter Streckenführungen nur bedingt vergleichbar.

#### U20
| Datum/Jahr    | Männer               | Männer           | Männer         | Frauen              | Frauen        | Frauen        |
| Datum/Jahr    | Erster Platz         | Zweiter Platz    | Dritter Platz  | Erster Platz        | Zweiter Platz | Dritter Platz |
| ------------- | -------------------- | ---------------- | -------------- | ------------------- | ------------- | ------------- |
| 27. Okt. 2013 | Mauricio Méndez Cruz | Arthur Serrieres | Arnaud Zbinden | Hannah Rae Finchamp | Éléa Boissy   | Matilda Terry |
| 26. Okt. 2008 | Julian Langer        |                  |                | Charlotte McShane   |               |               |

#### Kombinationswertung (Xterra und Ironman)

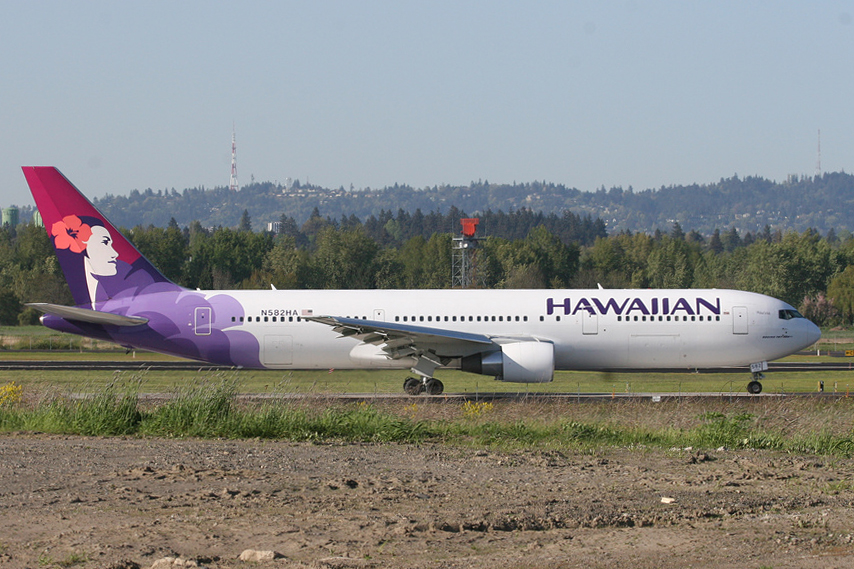
Maschine der Hawaiian Airlines

Seit 1998 wird auch in der Kombinationswertung von Xterra World Championship und Ironman World Championship (Ironman Hawaii) ein Sonderpreis vergeben:

Dabei werden die Finisher-Zeiten der beiden Bewerbe, die oft nur wenige Tage hintereinander stattfinden, in der Double-Wertung aus Ironman Hawaii und Xterra Maui addiert.
Dieser Preis lief einige Jahre als „Hawaiian Airlines Double“ (gestiftet von der gleichnamigen Fluglinie).
Im Jahr 2011 nahmen keine Profi-Athleten am Hawaiian Airlines Double teil.
Diese Kombinations-Wertung trug später dann die Bezeichnung „Kona-Maui Double Winner“ und läuft heute als „Outrigger Double“.
Der Deutsche Sebastian Kienle (Sieger von 2012) wurde hier im Oktober 2016 Zweiter und der Österreicher Michael Weiss wurde in diesem Jahr Dritter.
Im Oktober 2018 konnte mit Nico Seitter aus Sindelfingen zum zweiten Mal ein Deutscher die Kombinationswertung gewinnen (Ironman: 9:09:22 h; Xterra: 3:41:35 h).
| Jahr | Sieger Männer    | Zeit     | Sieger Frauen      | Zeit     |
| ---- | ---------------- | -------- | ------------------ | -------- |
| 2018 | Nico Seitter     | 12:50:57 |                    |          |
| 2016 | Ben Hoffman -2-  | 11:14:42 |                    |          |
| 2015 | Ben Hoffman      | 11:55:18 |                    |          |
| 2012 | Sebastian Kienle | 11:03:38 | Martha Koekemoer   | 14:13:11 |
| 2011 | Pablo Ureta      | 12:05:25 | Danielle Kehoe     | 14:19:27 |
| 2010 | Eneko Llanos -5- | 11:02:46 | Julie Dibens       | 12:09:36 |
| 2009 | Eneko Llanos -4- | 11:15:17 |                    |          |
| 2008 | Eneko Llanos -3- | 11:03:39 | Sibylle Matter -2- | 13:12:08 |
| 2007 | Eneko Llanos -2- | 11:17:17 | Erika Csomor       | 13:12:50 |
| 2006 | Eneko Llanos     | 11:09:17 | Sibylle Matter -1- | 13:14:06 |
| 2005 | Peter Reid -6-   | 11:10:09 | Kate Major         | 12:51:01 |
| 2004 | Peter Reid -5-   | 11:27:59 | Heather Fuhr -2-   | 13:18:17 |
| 2003 | Peter Reid -4-   | 11:03:50 | Heather Fuhr -1-   | 12:42:03 |
| 2002 | Peter Reid -3-   | 11:18:23 | Ariane Gutknecht   | 13:30:26 |
| 2001 | Cameron Widoff   | 11:54:30 | Wendy Ingraham -2- | 13:37:04 |
| 2000 | Peter Reid -2-   | 11:05:07 | Beth Zinkand       | 13:15:26 |
| 1999 | Olivier Bernhard | 11:05:09 | Ulrike Blank       | 13:09:57 |
| 1998 | Peter Reid       | 10:59:49 | Wendy Ingraham -1- | 12:58:32 |

(Markierung: Bestzeiten in der Kombination der beiden Rennen)

### Xterra European Tour
In Europa gibt es aktuell 14 Rennen (gegenüber 9 im Jahr 2013), bei denen eine Qualifikation für einen Startplatz bei der Weltmeisterschaft möglich ist.
Die Rennserie in Europa umfasst die folgenden Rennen:
- Xterra Czech Championship, Prachatice
- Xterra Denmark Championship, Tisvilde
- Xterra England Championship, Cranleigh
- Xterra France Championship, Xonrupt
- Xterra Germany Championship, Zittau
- Xterra Greece Championship, Plastira-Stausee
- Xterra Ireland Championship, Killaloe (2014 abgesagt)
- Xterra Italy Championship, Scanno
- Xterra Netherlands Championship
- Xterra Norway Championship, Horten
- Xterra Portugal Championship, Golega
- Xterra Spain Championship, Cieza
- Xterra Switzerland Championship, Vallee de Joux
- Xterra Sweden Championship, Stockholm

Die für den Juli 2014 geplante „Xterra Ireland“ musste aus organisatorischen Gründen abgesagt werden.

#### Europameisterschaft
Am 18. August 2018 wurden die Europameisterschaften nach 2016 und 2011 wieder im Rahmen der im „O-SEE Challenge“ im Naturpark Zittauer Gebirge ausgerichtet. Sowohl die Ungarin Brigitta Poór als auch der Südafrikaner Bradley Weiss konnten ihre Titel aus dem Vorjahr erfolgreich verteidigen.
| Datum/Jahr    | Austragungsort     | Männer                       | Männer               | Männer                  | Frauen                | Frauen                 | Frauen            |
| Datum/Jahr    | Austragungsort     | Erster Platz                 | Zweiter Platz        | Dritter Platz           | Erster Platz          | Zweiter Platz          | Dritter Platz     |
| ------------- | ------------------ | ---------------------------- | -------------------- | ----------------------- | --------------------- | ---------------------- | ----------------- |
| 20. Juni 2024 | Coimbra            | Kevin Tarek Viñuela Gonzalez | Federico Spinazzé    | Jules Dumas             | Marina Muñoz Hernando | Anna Zehnder           | Solène Marnoni    |
| 24. Sep. 2021 | Andalo             | Giuseppe Lamastra            | Alessandro Saravalle | Jens Emil Sloth Nielsen | Morgane Riou -2-      | Diede Diederiks        | Darja Rogosina    |
| 4. Aug. 2019  | Prachatice         | Arthur Serrieres             | Ruben Ruzafa         | Bradley Weiss           | Morgane Riou          | Helena Karásková       | Loanne Duvoisin   |
| 18. Aug. 2018 | Olbersdorf         | Bradley Weiss -2-            | Sam Osborne          | Roger Serrano           | Brigitta Poór -2-     | Helena Karásková       | Carina Wasle      |
| 2. Sep. 2017  | Møns Klint         | Bradley Weiss                | Sam Osborne          | Roger Serrano           | Brigitta Poór         | Nicole Walters         | Elizabeth Orchard |
| 21. Aug. 2016 | Olbersdorf         | Ruben Ruzafa -2-             | Sam Osborne          | Bradley Weiss           | Michelle Flipo        | Myriam Guillot-Boisset | Brigitta Poór     |
| 1. Sep. 2015  | Cranleigh          | Ruben Ruzafa                 | Conrad Stoltz        | Ben Allen               | Lesley Paterson       | Renata Bucher          | Jacqui Slack      |
| 21. Aug. 2011 | Olbersdorf         | Olivier Marceau -3-          | Ronny Dietz          | Karel Zadak             | Marion Lorblanchet    | Renata Bucher          | Helena Erbenová   |
| 30. Mai 2010  | Orosei             | Franky Batelier -3-          | Olivier Marceau      | Felix Schumann          | Melanie McQuaid       | Sibylle Matter         | Carina Wasle      |
| 23. Aug. 2009 | Klopeiner See      | Franky Batelier -3-          | Karel Zadak          | Sam Gardner             | Renata Bucher -2-     | Carina Wasle           | Nicola Duggan     |
| 1. Juni 2008  | Orosei             | Olivier Marceau -2-          | Nicolas Lebrun       | Felix Schumann          | Sibylle Matter        | Renata Bucher          | Carina Wasle      |
| 26. Mai 2007  | Orosei             | Olivier Marceau              | Franky Batelier      | Nicolas Lebrun          | Eszter Erdélyi        | Carina Wasle           | Sibylle Matter    |
| 4. Juni 2006  | Orosei             | Nicolas Lebrun -2-           | Ronny Dietz          | Andreas Böcherer        | Renata Bucher         | Stefania Bonazzi       | Claudia Frank     |
| 1. Juli 2004  | Hluboké u Kunštátu | Nicolas Lebrun               | Jan Řehula           | David Henestrosa        | Ute Schäfer           | Erika Csomor           | Riikka Kelja      |

#### European Tour Wertung
| Datum/Jahr | Männer              | Männer           | Männer           | Frauen                 | Frauen           | Frauen         |
| Datum/Jahr | Erster Platz        | Zweiter Platz    | Dritter Platz    | Erster Platz           | Zweiter Platz    | Dritter Platz  |
| ---------- | ------------------- | ---------------- | ---------------- | ---------------------- | ---------------- | -------------- |
| 2018       | François Carloni    |                  |                  |                        |                  |                |
| 2016       | Ruben Ruzafa -2-    | Sam Osborne      | Kris Coddens     | Brigitta Poór          | Renata Bucher    | Carina Wasle   |
| 2015       | Roger Serrano       | François Carloni | Ruben Ruzafa     | Helena Erbenová -3-    | Brigitta Poór    | Carina Wasle   |
| 2014       | Ruben Ruzafa        | Braden Currie    | François Carloni | Kathrin Müller         | Helena Erbenová  | Carina Wasle   |
| 2013       | Héctor Guerra       | Yerey Luxem      | Nicolas Lebrun   | Helena Erbenová -2-    | Kathrin Müller   | Renata Bucher  |
| 2012       | Nicolas Lebrun -4-  | Asa Shaw         | Alexander Haas   | Helena Erbenová        | Jacqueline Slack | Carina Wasle   |
| 2011       | Olivier Marceau -3- | Ronny Dietz      | Nicolas Lebrun   | Marion Lorblanchet -2- | Renata Bucher    | Carina Wasle   |
| 2010       | Franky Batelier -2- | Nicolas Lebrun   | Yeray Luxem      | Marion Lorblanchet     | Renata Bucher    | Carina Wasle   |
| 2009       | Franky Batelier     | Karel Zadak      | Sam Gardner      | Renata Bucher -3-      | Carina Wasle     | Sibylle Matter |
| 2008       | Nicolas Lebrun -3-  |                  |                  | Renata Bucher -2-      | Carina Wasle     |                |
| 2007       | Nicolas Lebrun -2-  |                  |                  |                        |                  |                |
| 2006       | Nicolas Lebrun      |                  |                  |                        |                  |                |
| 2005       | Olivier Marceau -2- |                  |                  | Renata Bucher          |                  |                |
| 2004       | Olivier Marceau     | Nicolas Lebrun   | Jan Řehula       | Jamie Whitmore -2-     | Anke Erlank      | Sigrid Lang    |
| 2003       | Royce Kortekaas     | Marc Ruhe        | Nicolas Lebrun   | Jamie Whitmore         | Ute Schäfer      | Katrin Helmcke |

##### Xterra Belgium Championship
Die Erstaustragung in Namur war am 11. Juni 2016 und das Rennen musste witterungsbedingt ohne die Schwimmdistanz als Duathlon ausgetragen werden.
| Datum/Jahr     | Männer           | Männer          | Männer           | Frauen              | Frauen         | Frauen        |
| Datum/Jahr     | Erster Platz     | Zweiter Platz   | Dritter Platz    | Erster Platz        | Zweiter Platz  | Dritter Platz |
| -------------- | ---------------- | --------------- | ---------------- | ------------------- | -------------- | ------------- |
| 9. Juni 2018   | François Carloni | Anthony Pannier | Geert Lauryssen  | Morgane Riou        | Nicole Walters | Carina Wasle  |
| 10. Juni 2017  | Ruben Ruzafa     | Xavier Dafflon  | Yeray Luxem      | Helena Erbenová -2- | Carina Wasle   | Morgane Riou  |
| 11. Juni 2016* | Kris Coddens     | Sam Osborne     | François Carloni | Helena Erbenová     | Carina Wasle   | Morgane Riou  |

 * Austragung als Duathlon 

##### Xterra Cyprus Championship
Die Erstaustragung in Lara Beach/Akamas, Paphos war am 23. April 2017.
| Datum/Jahr    | Männer        | Männer           | Männer                    | Frauen            | Frauen               | Frauen         |
| Datum/Jahr    | Erster Platz  | Zweiter Platz    | Dritter Platz             | Erster Platz      | Zweiter Platz        | Dritter Platz  |
| ------------- | ------------- | ---------------- | ------------------------- | ----------------- | -------------------- | -------------- |
| 7. Apr. 2019  |               |                  |                           | Carina Wasle      |                      |                |
| 22. Apr. 2018 | Roger Serrano | Maxim Chane      | Victor del Corral Morales | Brigitta Poór -2- | Bárbara Riveros Díaz | Nicole Walters |
| 23. Apr. 2017 | Yeray Luxem   | Oivind Bjerkseth | Thomas Kerner             | Brigitta Poór     | Morgane Riou         | Cecila Jessen  |

##### Xterra Czech Championship
Das Rennen wurde 2010 und 2011 in Špindlerův Mlýn im Riesengebirge in Tschechien ausgetragen. Zuvor fanden sie alljährlich in Hluboká nad Vltavou statt. 2012 wurde mit Prachatice ein neuer Austragungsort gefunden. Für 2016 wurde hier kein Rennen angekündigt. Die letzte Austragung war hier am 10. August 2025.
| Datum/Jahr    | Männer               | Männer                  | Männer           | Frauen               | Frauen                    | Frauen            |
| Datum/Jahr    | Erster Platz         | Zweiter Platz           | Dritter Platz    | Erster Platz         | Zweiter Platz             | Dritter Platz     |
| ------------- | -------------------- | ----------------------- | ---------------- | -------------------- | ------------------------- | ----------------- |
| 10. Aug. 2025 | Felix Forissier      | Jens Emil Sloth Nielsen | Arthur Serrieres | Bárbara Riveros Díaz | Marta Menditto            | Aneta Grabmuller  |
| 4. Sep. 2020  | Arthur Serrieres -2- |                         |                  | Laura Philipp        | Alizée Paties             | Marta Martolina   |
| 4. Aug. 2019  | Arthur Serrieres     | Ruben Ruzafa            | Bradley Weiss    | Morgane Riou         | Helena Karásková          | Loanne Duvoisin   |
| 15. Juli 2018 | Ruben Ruzafa -2-     | Bradley Weiss           | Lukáš Kočař      | Helena Karásková -4- | Carina Wasle              | Elizabeth Orchard |
| 9. Aug. 2015  | Ben Allen            | Roger Serrano           | Jan Pyott        | Helena Erbenová -3-  | Brigitta Poór             | Jacqui Slack      |
| 9. Aug. 2014  | Ruben Ruzafa         | Josiah Middaugh         | Ben Allen        | Kathrin Müller       | Jacqui Slack              | Helena Erbenová   |
| 10. Aug. 2013 | Felix Schumann       | Héctor Guerra           | Yerey Luxem      | Helena Erbenová -2-  | Renata Bucher             | Kathrin Müller    |
| 4. Aug. 2012  | Nicolas Lebrun -5-   | Asa Shaw                | Alexander Haas   | Helena Erbenová      | Carina Wasle              | Maud Golsteyn     |
| 13. Aug. 2011 | Ronny Dietz          | Seth Wealing            | Jan Kubicek      | Marion Lorblanchet   | Helena Erbenová           | Renata Bucher     |
| 7. Aug. 2010  | Franky Batelier -2-  | Felix Schumann          | Ian Leitch       | Renata Bucher -3-    | Marion Lorblanchet        | Emma Ruth Smith   |
| 27. Juni 2009 | Franky Batelier      | Karel Zadak             | Michael Weiss    | Carina Wasle -2-     | Renata Bucher             | Katerina Loubkova |
| 29. Juni 2008 | Nicolas Lebrun -4-   | Franky Batelier         | Karel Zadak      | Carina Wasle         | Anna Baylis-Scheiderbauer | Ivana Loubkova    |
| 7. Juli 2007  |                      |                         |                  |                      |                           |                   |
| 24. Juni 2006 | Nicolas Lebrun -3-   | Jan Kubicek             | Claude Eksteen   | Renata Bucher -2-    | Carina Wasle              | Ingrid Van Lubek  |
| 18. Juni 2005 | Olivier Marceau      | Nicolas Lebrun          | Jan Kubicek      | Renata Bucher        | Jamie Whitmore            | Sibylle Matter    |
| 1. Juli 2004  | Nicolas Lebrun -2-   | Jan Řehula              | David Henestrosa | Jamie Whitmore -2-   | Anke Erlank               | Ute Schäfer       |
| 28. Juni 2003 | Nicolas Lebrun       | Jan Řehula              | Royce Kortekaas  | Jamie Whitmore       | Candy Angle               | Ute Schäfer       |

##### Xterra Denmark Championship
Dieses Rennen in Arhus wurde erstmals 2006 ausgetragen und 2014 wurde es im Rahmen der Xterra Nordic-Serie in Tisvilde ausgetragen.
| Datum/Jahr    | Männer          | Männer        | Männer                   | Frauen            | Frauen           | Frauen            |
| Datum/Jahr    | Erster Platz    | Zweiter Platz | Dritter Platz            | Erster Platz      | Zweiter Platz    | Dritter Platz     |
| ------------- | --------------- | ------------- | ------------------------ | ----------------- | ---------------- | ----------------- |
| 9. Sep. 2018  | Roger Serrano   | Sam Osborne   | François Carloni         | Michelle Flipo    | Brigitta Poór    | Elizabeth Orchard |
| 3. Sep. 2017  | Bradley Weiss   | Sam Osborne   | Roger Serrano            | Brigitta Poór -2- | Nicole Walters   | Elizabeth Orchard |
| 4. Sep. 2016  | Mauricio Mendez | Sam Osborne   | Roger Serrano            | Brigitta Poór     | Carina Wasle     | Renata Bucher     |
| Aug. 2015     | Kris Coddens    | Sam Osborne   | Jens Roth                | Carina Wasle      | Diane Lee        | Sandra Koblmüller |
| 31. Aug. 2014 | Conrad Stoltz   | Ben Allen     | Dan Hugo                 | Kathrin Müller    | Helena Erbenová  | Jacqui Slack      |
| 30. Aug. 2013 |                 |               |                          |                   |                  |                   |
| 31. Aug. 2012 |                 |               |                          |                   |                  |                   |
| 18. Aug. 2007 | Ronny Dietz     | Jim Thijs     | Lieuwe Boonstra          | Eszter Erdelyi    | Sybille Matter   | Riikka Kelja      |
| 12. Aug. 2006 | Nicolas Lebrun  | Ronny Dietz   | Fabien Combu Combaluzier | Julie Dibens      | Ingrid Van Lubek | Carina Wasle      |

##### Xterra Finland Championship
Die Erstaustragung in Imatra war am 18. Juni 2017.
| Datum/Jahr    | Männer         | Männer        | Männer        | Frauen       | Frauen        | Frauen           |
| Datum/Jahr    | Erster Platz   | Zweiter Platz | Dritter Platz | Erster Platz | Zweiter Platz | Dritter Platz    |
| ------------- | -------------- | ------------- | ------------- | ------------ | ------------- | ---------------- |
| 26. Aug. 2018 | Xavier Dafflon |               |               | Carina Wasle |               |                  |
| 18. Juni 2017 | Pavel Andreev  | Jan Kubicek   | Panu Lieto    | Louise Fox   | Cecila Jessen | Elina Honkavuori |

##### Xterra France Championship
in Xonrupt
| Datum/Jahr    | Männer                    | Männer                    | Männer            | Frauen              | Frauen                    | Frauen                 |
| Datum/Jahr    | Erster Platz              | Zweiter Platz             | Dritter Platz     | Erster Platz        | Zweiter Platz             | Dritter Platz          |
| ------------- | ------------------------- | ------------------------- | ----------------- | ------------------- | ------------------------- | ---------------------- |
| 1. Juli 2018  | Rubén Ruzafa -5-          | Arthur Forissier          | Bradley Weiss     | Brigitta Poór       | Helena Erbenová           | Carina Wasle           |
| 2. Juli 2017  | Rubén Ruzafa -4-          | Yeray Luxem               | Arthur Forissier  | Laura Philipp       | Brigitta Poór             | Helena Erbenová        |
| 3. Juli 2016  | Rubén Ruzafa -3-          | Yeray Luxem               | Bradley Weiss     | Lesley Paterson     | Renata Bucher             | Helena Erbenová        |
| 5. Juli 2015  | Rubén Ruzafa -2-          | Bradley Weiss             | Francois Carloni  | Kathrin Müller -2-  | Helena Erbenová           | Myriam Guillot-Boisset |
| 6. Juli 2014  | Rubén Ruzafa              | Braden Currie             | Kris Coddens      | Kathrin Müller      | Carina Wasle              | Renata Bucher          |
| 7. Juli 2013  | Nicolas Lebrun -4-        | Rubén Ruzafa              | Héctor Guerra     | Helena Erbenová -2- | Jacqui Slack              | Marion Lorblanchet     |
| 8. Juli 2012  | Asa Shaw                  | Alexander Haas            | Nicolas Lebrun    | Helena Erbenová     | Renata Bucher             | Jacqui Slack           |
| 10. Juli 2011 | Victor Del Corral Morales | Nicolas Lebrun            | Olivier Marceau   | Renata Bucher -4-   | Carina Wasle              | Marion Lorblanchet     |
| 11. Juli 2010 | Nicolas Lebrun -3-        | Victor Del Corral Morales | Olivier Marceau   | Marion Lorblanchet  | Renata Bucher             | Carina Wasle           |
| 28. Sep. 2008 | Nicolas Lebrun -2-        | Franky Batelier           | Olivier Marceau   | Renata Bucher -3-   | Carina Wasle              | Sabrina Enaux          |
| 6. Juli 2008  | Nicolas Lebrun            | Conrad Stoltz             | Felix Schumann    | Renata Bucher -2-   | Anna Baylis-Scheiderbauer | Carina Wasle           |
| 27. Mai 2006  | Cedric Fleureton          | Nicolas Lebrun            | Nico Pfitzenmaier | Renata Bucher       | Julie Dibens              | Michelle Lombardi      |

##### Xterra Germany Championship
Die Rennen fanden bis 2006 am Titisee und seither in Olbersdorf (bei Zittau) statt. Im Zuge der Xterra Germany wurden von 2002 bis 2006 fünfmal die Deutsche Meisterschaft im Cross-Triathlon ausgetragen.

2011 wurde im Zittauer Gebirge (O-SEE Challenge) die Xterra-Europameisterschaft ausgetragen.
2016 wurden hier vom 19. bis 21. August wieder die Europameisterschaften ausgetragen.
Im August 2017 wurden im Rahmen des Rennens wieder die Deutschen Meister ermittelt.
| Datum/Jahr    | Männer               | Männer                  | Männer                  | Frauen               | Frauen                    | Frauen          |
| Datum/Jahr    | Erster Platz         | Zweiter Platz           | Dritter Platz           | Erster Platz         | Zweiter Platz             | Dritter Platz   |
| ------------- | -------------------- | ----------------------- | ----------------------- | -------------------- | ------------------------- | --------------- |
| 19. Aug. 2022 | Arthur Serrieres -2- | Arthur Forissier        | Jens Emil Sloth Nielsen | Sandra Mairhofer -2- | Alizee Paties             | Carina Wasle    |
| 21. Aug. 2021 | Arthur Serrieres     | Jens Emil Sloth Nielsen | Lukáš Kocar             | Sandra Mairhofer     | Diede Diederiks           | Helena Erbenová |
| 18. Aug. 2018 | Bradley Weiss        | Sam Osborne             | Roger Serrano           | Brigitta Poór -2-    | Helena Erbenová           | Carina Wasle    |
| 19. Aug. 2017 | Sam Osborne          | Arthur Serrieres        | Bradley Weiss           | Brigitta Poór        | Helena Erbenová           | Carina Wasle    |
| 20. Aug. 2016 | Ruben Ruzafa -3-     | Sam Osborne             | Bradley Weiss           | Michelle Flipo       | Myriam Guillot-Boisset    | Brigitta Poór   |
| 15. Aug. 2015 | Ben Allen            | Bradley Weiss           | Roger Serrano           | Helena Erbenová -2-  | Jacqui Slack              | Brigitta Poór   |
| 16. Aug. 2014 | Ruben Ruzafa -2-     | Josiah Middaugh         | Braden Currie           | Kathrin Müller       | Flora Duffy               | Helena Erbenová |
| 17. Aug. 2013 | Ruben Ruzafa         | Héctor Guerra           | Yerey Luxem             | Jacqui Slack         | Kathrin Müller            | Helena Erbenová |
| 11. Aug. 2012 | Asa Shaw             | Nicolas Lebrun          | Karl Shaw               | Helena Erbenová      | Kathrin Müller            | Maud Golsteyn   |
| 21. Aug. 2011 | Olivier Marceau -2-  | Ronny Dietz             | Karel Zadak             | Marion Lorblanchet   | Shonny Vanlandingham      | Renata Bucher   |
| 15. Aug. 2009 | Franky Batelier -2-  | Felix Schumann          | Ronny Dietz             | Renata Bucher -2-    | Sibylle Matter            | Maud Golsteyn   |
| 16. Aug. 2008 | Ronny Dietz          | Jörg Scheiderbauer      | Maik Petzold            | Renata Bucher        | Anna Baylis-Scheiderbauer | Ivana Loubkova  |
| 8. Sep. 2007  | Franky Batelier      | Andreas Böcherer        | Nicolas Lebrun          | Carina Wasle -3-     | Sibylle Matter            | Eszter Erdely   |
| 9. Sep. 2006  | Sebastian Kienle     | Felix Schumann          | Nicolas Lebrun          | Carina Wasle -2-     | Sibylle Matter            | Eszter Erdely   |
| 10. Sep. 2005 | Nicolas Lebrun -2-   | Eneko Llanos            | Jan Kubicek             | Carina Wasle         | Katrin Helmcke            | Renata Bucher   |
| 11. Sep. 2004 | Olivier Marceau      | Eneko Llanos            | Nicolas Lebrun          | Katrin Helmcke       | Sigrid Lang               | Jamie Whitmore  |
| 13. Sep. 2003 | Nicolas Lebrun       | Othmar Brügger          | Ronny Dietz             | Jamie Whitmore       | Katrin Helmcke            | Angela Huy      |
| 14. Sep. 2002 | Ronny Dietz          | Claude Eksteen          | Rob Barel               | Ute Schäfer          | Katrin Helmcke            | Claudia Frank   |

(EM = Europameisterschaft)

###### Xterra German Tour
2010 startete die Xterra German Tour – damals mit vier Rennen – in ihre erste Saison. Seit 2011 gehörten nun fünf Rennen in ganz Deutschland dazu. 2016 kam noch ein sechstes Rennen in Brandenburg dazu. Eröffnung ist seit jeher im April beim Cross-Duathlon in Schleiden. Der Saisonhöhepunkt ist und bleibt im August der Xterra Germany. Das Finale findet im September beim Cross-Duathlon in Hamburg statt.
Für die Saison 2015 waren sechs Rennen geplant – das sechste Rennen in Hamburg musste auf Grund von Helfermangel und Abgängen im Organisationsteam abgesagt werden.
| Datum/Jahr | Männer               | Männer           | Männer           | Frauen                | Frauen             | Frauen               |
| Datum/Jahr | Erster Platz         | Zweiter Platz    | Dritter Platz    | Erster Platz          | Zweiter Platz      | Dritter Platz        |
| ---------- | -------------------- | ---------------- | ---------------- | --------------------- | ------------------ | -------------------- |
| 2018       | Thomas Kerner        | Torsten Pawel    | Jens Roth        | Frauke Kielblock      | Maria Döring       | Birgit Jüngst-Dauber |
| 2017       | Jens Roth            | Torsten Pawel    | Peter Lehmann    | Susanne Richter       | Susi Pawel         | Anna Deileke         |
| 2016       | Stephan Radeck -2-   | Jens Roth        | Andreas Theobald | Anna Pauline Saßerath | Antje Fiebig       | Melanie Mack         |
| 2015       | Stephan Radeck       | Jens Roth        | Peter Lehmann    | Marina Klemm -2-      | Tatjana Niederprüm | Nicole Schnaß        |
| 2014       | Christoph Heinze     | Toni Brunner     | Lars Erik Fricke | Daniela Kösler -2-    | Elisabeth Hollweck | Sonja Rapp           |
| 2013       | Lars Erik Fricke -3- | Toni Brunner     | Martin Hümbert   | Marina Klemm          | Jacqui Slack       | Diana Weißbach       |
| 2012       | Lars Erik Fricke -2- | Uwe Ullmann      | Marcelo Ruiz     | Anne-Katrin Haberl    | Lucie Materova     | Lenka Cibulkova      |
| 2011       | Lars Erik Fricke     | Alexander Scholz | Jan Kubicek      | Daniela Kösler        | Helena Erbenová    | Anne-Katrin Haberl   |
| 2010       | Jens Buder           | Ronny Dietz      | Sebastian Kienle | Katrin Hill           | Simone Steinecker  | Maud Golsteyn        |

##### Xterra Greece Championship
Dieses Rennen in Griechenland wird am Plastiras-Stausee in Thessalien im Regionalbezirk Karditsa ausgetragen.
Die Tschechin Helena Erbenová (Weltmeisterin Cross-Triathlon 2013) konnte hier 2017 bereits zum vierten Mal gewinnen.
| Datum/Jahr    | Männer           | Männer           | Männer           | Frauen              | Frauen          | Frauen                 |
| Datum/Jahr    | Erster Platz     | Zweiter Platz    | Dritter Platz    | Erster Platz        | Zweiter Platz   | Dritter Platz          |
| ------------- | ---------------- | ---------------- | ---------------- | ------------------- | --------------- | ---------------------- |
| 21. Apr. 2019 | Arthur Serrieres | Arthur Forissier | Yeray Luxem      | Lesley Paterson     | Helena Erbenová | Charlotte Deldaele     |
| 29. Apr. 2018 | Arthur Forissier | Marcello Ugazio  | Arthur Serrieres | Nicole Walters      | Helena Erbenová | Carina Wasle           |
| 30. Apr. 2017 | Rubén Ruzafa     | Roger Serano     | Jens Roth        | Helena Erbenová -4- | Brigitta Poór   | Miriam Casillas García |
| 7. Mai 2016   | Roger Serrano    | Rubén Ruzafa     | Brice Daubord    | Helena Erbenová -3- | Brigitta Poór   | Ladina Buss            |
| 2015          | Kris Coddens     | Roger Serrano    | François Carloni | Helena Erbenová -2- | Brigitta Poór   | Carina Wasle           |
| 21. Juni 2014 | François Carloni | Roger Serrano    | Albert Soley     | Kathrin Müller      | Helena Erbenová | Brigitta Poór          |
| 15. Juni 2013 | Ben Allen        | Kris Coddens     | Yeray Luxem      | Helena Erbenová     | Jacqui Slack    | Kathrin Müller         |

##### Xterra Italy Championship
2007, 2008 und zuletzt 2010 wurden hier in Orosei, auf Sardinien, die Xterra-Europameisterschaften ausgetragen. Seit 2013 findet das Rennen nicht mehr auf Sardinien, sondern als Xterra Abruzzo in den Abruzzen am Lago di Scanno statt. 2023 wurde das Rennen am Gardasee ausgetragen.
| Datum/Jahr    | Männer                 | Männer            | Männer            | Frauen               | Frauen            | Frauen              |
| Datum/Jahr    | Erster Platz           | Zweiter Platz     | Dritter Platz     | Erster Platz         | Zweiter Platz     | Dritter Platz       |
| ------------- | ---------------------- | ----------------- | ----------------- | -------------------- | ----------------- | ------------------- |
| 27. Mai 2023  | Arthur Serrières       | Sébastien Carabin | Jaroslav Kulhavý  | Helena Karásková -5- | Charlène Clavel   | Marta Menditto      |
| 30. Juli 2017 | Xavier Dafflon         | Sam Osborne       | Roger Serrano     | Helena Karásková -4- | Elizabeth Orchard | Eva Garcia Gonzalez |
| 31. Juli 2016 | Mauricio Mendez        | Sam Osborne       | Karl Shaw         | Lesley Paterson      | Helena Erbenová   | Renata Bucher       |
| 26. Juli 2015 | Rubén Ruzafa -2-       | Francois Carloni  | Roger Serrano     | Helena Erbenová -3-  | Carina Wasle      | Myriam Guillot      |
| 26. Juli 2014 | Rubén Ruzafa           | Braden Currie     | Conrad Stoltz     | Helena Erbenová -2-  | Carina Wasle      | Kathrin Müller      |
| 14. Juli 2013 | Conrad Stoltz          | Nicolas Lebrun    | Nico Pfitzenmaier | Helena Erbenová      | Renata Bucher     | Cantell Widney      |
| 27. Mai 2012  | Nicolas Lebrun -2-     | Ben Allen         | Alexander Haas    | Jacqui Slack         | Helena Erbenová   | Marion Lorblanchet  |
| 29. Mai 2011  | Olivier Marceau -3-    | Ronny Dietz       | Ben Allen         | Marion Lorblanchet   | Renata Bucher     | Carla Van Huyssteen |
| 30. Mai 2010  | Franky Batelier -2-    | Olivier Marceau   | Felix Schumann    | Melanie McQuaid -2-  | Renata Bucher     | Sibylle Matter      |
| 31. Mai 2009  | Franky Batelier        | Rubén Ruzafa      | Olivier Marceau   | Renata Bucher -2-    | Sibylle Matter    | Judy Van der Berg   |
| 1. Juni 2008  | Olivier Marceau -2-    | Nicolas Lebrun    | Felix Schumann    | Sibylle Matter       | Renata Bucher     | Carina Wasle        |
| 27. Mai 2007  | Olivier Marceau        | Franky Batelier   | Nicolas Lebrun    | Eszter Erdélyi       | Carina Wasle      | Sibylle Matter      |
| 4. Juni 2006  | Nicolas Lebrun         | Ronny Dietz       | Andreas Böcherer  | Renata Bucher        | Stefanie Bonazzi  | Claudia Frank       |
| 26. Juni 2005 |                        |                   | Nicolas Lebrun    | Melanie McQuaid      |                   | Renata Bucher       |
| 4. Juli 2004  | Wolodymyr Polikarpenko | Dmitri Gaag       | Andrew Johns      | Jamie Whitmore       | Candy Angle       | Emma Snowsill       |

| Xterra-Europameisterschaften |

(EM = Europameisterschaft)

##### Xterra Malta Championship
Das Rennen auf Malta wurde erstmals 2015 ausgetragen.
| Datum/Jahr    | Männer            | Männer                    | Männer                 | Frauen            | Frauen            | Frauen            |
| Datum/Jahr    | Erster Platz      | Zweiter Platz             | Dritter Platz          | Erster Platz      | Zweiter Platz     | Dritter Platz     |
| ------------- | ----------------- | ------------------------- | ---------------------- | ----------------- | ----------------- | ----------------- |
| 15. Apr. 2018 | Roger Serrano -3- | Victor Del Corral Morales | Maximilian Saßerath    | Brigitta Poór -4- | Carina Wasle      | Helena Karásková  |
| 2. Apr. 2017  | Roger Serrano -2- | Maximilian Sasserath      | Francois Carloni       | Brigitta Poór -3- | Helena Erbenová   | Nicole Walters    |
| 3. Apr. 2016  | Roger Serrano     | Jens Roth                 | Pierre-Antoine Guilhem | Brigitta Poór -2- | Morgane Riou      | Sandra Koblmüller |
| 29. März 2015 | Nicolás Fernández | Roger Serrano             | Brice Daubord          | Brigitta Poór     | Sandra Koblmüller | Maud Golsteyn     |

##### Xterra Norway Championship
Die Erstaustragung in Norefjell war am 5. August 2017.
| Datum/Jahr   | Männer        | Männer        | Männer           | Frauen        | Frauen          | Frauen                   |
| Datum/Jahr   | Erster Platz  | Zweiter Platz | Dritter Platz    | Erster Platz  | Zweiter Platz   | Dritter Platz            |
| ------------ | ------------- | ------------- | ---------------- | ------------- | --------------- | ------------------------ |
| 1. Sep. 2018 | Roger Serrano | Peter Lehmann | Francois Carloni | Carina Wasle  | Jessica Roberts |                          |
| 5. Aug. 2017 | Ruben Ruzafa  | Peter Lehmann | Oivind Bjerkseth | Maud Golsteyn | Louise Fox      | Nicoline Rahbek Sørensen |

##### Xterra Poland Championship
in Krakau
| Datum/Jahr    | Männer       | Männer          | Männer           | Frauen          | Frauen          | Frauen        |
| Datum/Jahr    | Erster Platz | Zweiter Platz   | Dritter Platz    | Erster Platz    | Zweiter Platz   | Dritter Platz |
| ------------- | ------------ | --------------- | ---------------- | --------------- | --------------- | ------------- |
| 13. Aug. 2017 | Sam Osborne  | Roger Serrano   | Arthur Serrieres | Brigitta Poór   | Helena Erbenová | Carina Wasle  |
| 7. Aug. 2016  | Yeray Luxem  | Mauricio Mendez | Kris Coddens     | Helena Erbenová | Brigitta Poór   | Renata Bucher |

##### Xterra Portugal Championship
Das Rennen wurde 2010 in Figueira da Foz am Ufer des Atlantischen Ozeans ausgetragen. 2014 wurde das Rennen nach Golegã (etwa 100 km nördlich von Lissabon) verlegt.
| Datum/Jahr   | Männer           | Männer           | Männer           | Frauen               | Frauen                 | Frauen           |
| Datum/Jahr   | Erster Platz     | Zweiter Platz    | Dritter Platz    | Erster Platz         | Zweiter Platz          | Dritter Platz    |
| ------------ | ---------------- | ---------------- | ---------------- | -------------------- | ---------------------- | ---------------- |
| 2. Juni 2018 | Ruben Ruzafa -5- | Peter Lehmann    | Rui Dolores      | Brigitta Poór -2-    | Carina Wasle           | Eva Gonzales     |
| 27. Mai 2017 | Ruben Ruzafa -4- | Yeray Luxem      | Francois Carloni | Brigitta Poór        | Carina Wasle           | Helena Erbenová  |
| 21. Mai 2016 | Ruben Ruzafa -3- | Yeray Luxem      | Roger Serrano    | Helena Erbenová      | Myriam Guillot-Boisset | Brigitta Poór    |
| 17. Mai 2015 | Ruben Ruzafa -2- | Francois Carloni | Yeray Luxem      | Kathrin Müller       | Helena Erbenová        | Brigitta Poór    |
| 1. Juni 2014 | Ruben Ruzafa     | Francois Carloni | Yeray Luxem      | Coralie Redelsperger | Sandra Koblmüller      | Jacqueline Slack |
| 3. Apr. 2010 | Franky Batelier  | Bruno Pais       | Nicolas Lebrun   | Renata Bucher        | Marion Lorblanchet     | Maria Areosa     |

##### Xterra Romania Championship
| Datum/Jahr   | Männer           | Männer           | Männer         | Frauen        | Frauen        | Frauen         |
| Datum/Jahr   | Erster Platz     | Zweiter Platz    | Dritter Platz  | Erster Platz  | Zweiter Platz | Dritter Platz  |
| ------------ | ---------------- | ---------------- | -------------- | ------------- | ------------- | -------------- |
| 5. Aug. 2018 | Arthur Serrieres | Francois Carloni | Benjamin Allen | Brigitta Poór | Morgane Riou  | Daria Rogozina |

##### Xterra Spain Championship
Dieses Rennen wurde zuletzt im Mai 2017 in Tarragona ausgetragen – bis 2015 war Extremadura und davor Bakio der Austragungsort.
| Datum/Jahr    | Männer           | Männer        | Männer            | Frauen              | Frauen          | Frauen         |
| Datum/Jahr    | Erster Platz     | Zweiter Platz | Dritter Platz     | Erster Platz        | Zweiter Platz   | Dritter Platz  |
| ------------- | ---------------- | ------------- | ----------------- | ------------------- | --------------- | -------------- |
| 14. Mai 2017  | Ruben Ruzafa -4- | Xavier Jové   | Arthur Serrieres  | Helena Erbenová -3- | Brigitta Poór   | Sara Bonilla   |
| 7. Juni 2015  | Ruben Ruzafa -3- | Albert Soley  | Roger Serrano     | Helena Erbenová -2- | Brigitta Poór   | Louise Fox     |
| 25. Mai 2014  | Ruben Ruzafa -2- | Albert Soley  | Xavier Jové       | Helena Erbenová     | Kathrin Müller  | Maud Golsteyn  |
| 1. Juni 2013  | Ruben Ruzafa     | Ben Allen     | Asa Shaw          | Renata Bucher -2-   | Helena Erbenová | Kathrin Müller |
| 28. Juli 2007 |                  |               | Josef Ajram       |                     |                 |                |
| 29. Juli 2006 | Hecktor Llanos   | Eneko Llanos  | Nico Pfitzenmaier | Renata Bucher       | Carina Wasle    | Claudia Frank  |
| 3. Sep. 2005  | Olivier Marceau  | Eneko Llanos  | Nicolas Lebrun    | Sibylle Matter      | Renata Bucher   | Melissa Thomas |

##### Xterra Switzerland Championship
Von 2010 bis 2012 fanden die Rennen in Prangins statt. Seit 2013 wurde mit Les Charbonnières ein neuer Veranstaltungsort gefunden. Auf Grund der sehr kalten Witterung wurde das Rennen 2013 nur als Duathlon ausgetragen.
| Datum/Jahr     | Männer                    | Männer         | Männer           | Frauen                 | Frauen                 | Frauen                 |
| Datum/Jahr     | Erster Platz              | Zweiter Platz  | Dritter Platz    | Erster Platz           | Zweiter Platz          | Dritter Platz          |
| -------------- | ------------------------- | -------------- | ---------------- | ---------------------- | ---------------------- | ---------------------- |
| 23. Juni 2018  | Arthur Forissier -3-      | Roger Serrano  | Marcello Ugazio  | Brigitta Poór          | Nicole Walters         | Carina Wasle           |
| 24. Juni 2017  | Arthur Forissier -2-      | Rubén Ruzafa   | Arthur Serrieres | Michelle Flipo -2-     | Myriam Guillot-Boisset | Morgane Riou           |
| 25. Juni 2016  | Ruben Ruzafa -2-          | Kris Coddens   | Brice Daubord    | Michelle Flipo         | Jacqueline Slack       | Myriam Guillot-Boisset |
| 27. Juni 2015  | Arthur Forissier          | Kris Coddens   | Roger Serrano    | Carina Wasle           | Brigitta Poór          | Helena Erbenová        |
| 28. Juni 2014  | Ruben Ruzafa              | Braden Currie  | Kris Coddens     | Kathrin Müller         | Chantell Widney        | Maud Golsteyn          |
| 29. Juni 2013* | Victor Del Corral Morales | Héctor Guerra  | Yerey Luxem      | Helena Erbenová -2-    | Andrea Huser           | Kathrin Müller         |
| 8. Sep. 2012   | Nicolas Lebrun            | Asa Shaw       | Ben Allen        | Helena Erbenová        | Marion Lorblanchet     | Jacqueline Slack       |
| 10. Sep. 2011  | Olivier Marceau -2-       | Nicolas Lebrun | Karl Shaw        | Marion Lorblanchet -2- | Sibylle Matter         | Helena Erbenová        |
| 11. Sep. 2010  | Olivier Marceau           | Yeray Luxem    | Ronny Dietz      | Marion Lorblanchet     | Renata Bucher          | Emma Ruth Smith        |

 * Austragung als Duathlon 

#### Ehemalige Austragungsorte

##### Xterra Austria Championship
Die Xterra-Rennen wurden von 2005 bis 2009 am Klopeiner See ausgetragen.
2012 findet in Völkermarkt der CrossMan statt.
| Datum/Jahr                     | Männer             | Männer           | Männer        | Frauen                    | Frauen         | Frauen                    |
| Datum/Jahr                     | Erster Platz       | Zweiter Platz    | Dritter Platz | Erster Platz              | Zweiter Platz  | Dritter Platz             |
| ------------------------------ | ------------------ | ---------------- | ------------- | ------------------------- | -------------- | ------------------------- |
| 22. Aug. 2009                  | Franky Batelier    | Karel Zadak      | Sam Gardner   | Renata Bucher -2-         | Carina Wasle   | Nicola Duggan             |
| 23. Aug. 2008                  | Michael Weiss      | Franky Batelier  | Ronny Dietz   | Julie Dibens              | Renata Bucher  | Anna Baylis-Scheiderbauer |
| 25. Aug. 2007                  | Nicolas Lebrun -2- | Jan Kubicek      | Ronny Dietz   | Anna Baylis-Scheiderbauer | Sibylle Matter | Carina Wasle              |
| 11. Juli 2005 Achensee / Tirol | Nicolas Lebrun     | Andreas Böcherer | Jan Kubicek   | Renata Bucher             | Jamie Whitmore | Carina Wasle              |
| 19. Juni 2004 Achensee / Tirol | Olivier Marceau    | Nicolas Lebrun   | Stefan Perg   | Jamie Whitmore            | Sigrid Lang    | Stefania Bonazzi          |

| Xterra-Europameisterschaften |

##### Xterra England Championship
2013 wurde dieses Rennen in Cranleigh in die Xterra-Rennserie aufgenommen. Im September 2015 wurden hier die Europameisterschaften ausgetragen.
| Datum/Jahr    | Männer        | Männer        | Männer        | Frauen          | Frauen          | Frauen          |
| Datum/Jahr    | Erster Platz  | Zweiter Platz | Dritter Platz | Erster Platz    | Zweiter Platz   | Dritter Platz   |
| ------------- | ------------- | ------------- | ------------- | --------------- | --------------- | --------------- |
| 1. Sep. 2015  | Ruben Ruzafa  | Conrad Stoltz | Ben Allen     | Lesley Paterson | Renata Bucher   | Jacqui Slack    |
| 14. Aug. 2014 | Conrad Stoltz | Chris Coddens | Yerey Luxem   | Emma Garrard    | Helena Erbenová | Chantell Widney |
| 8. Sep. 2013  | Ben Allen     | Sam Gardner   | Yeray Luxem   | Jacqui Slack    | Kathrin Müller  | Emily Iredale   |

| Xterra-Europameisterschaften |

##### Xterra Netherlands Championship
Das Rennen wird seit 2003 in Ameland ausgetragen.
| Datum/Jahr    | Männer              | Männer          | Männer                 | Frauen             | Frauen             | Frauen             |
| Datum/Jahr    | Erster Platz        | Zweiter Platz   | Dritter Platz          | Erster Platz       | Zweiter Platz      | Dritter Platz      |
| ------------- | ------------------- | --------------- | ---------------------- | ------------------ | ------------------ | ------------------ |
| 11. Sep. 2021 | Jorik Van Egdom -2- | Tristan Olij    | Kristoffer Visti Graae | Diede Diederiks    | Jindřiška Zemanová | Christine Verdonck |
| 2019          | Jorik Van Egdom     |                 |                        |                    |                    |                    |
| 10. Juli 2004 | Eric Van der Linden | Rob Barel       | Jan Řehula             | Jamie Whitmore -2- | Anke Erlank        | Stefania Bonazzi   |
| 23. Aug. 2003 | Rob Barel           | Royce Kortekaas | Eric Van der Linden    | Jamie Whitmore     | Ingrid van Lubek   | Ute Schäfer        |

##### Xterra Sweden Championship
Für 2017 wurde erst angekündigt, dass das Rennen am 28. August von Hellasgården nach Hammarbybacken verlegt werden soll – dann wurde das Rennen aber ohne weitere Erklärungen abgesagt.
| Datum/Jahr    | Männer          | Männer        | Männer        | Frauen              | Frauen         | Frauen          |
| Datum/Jahr    | Erster Platz    | Zweiter Platz | Dritter Platz | Erster Platz        | Zweiter Platz  | Dritter Platz   |
| ------------- | --------------- | ------------- | ------------- | ------------------- | -------------- | --------------- |
| 13. Aug. 2016 | Mauricio Mendez | Yeray Luxem   | Sam Osborne   | Helena Erbenová -2- | Cecilia Jessen | Mayalen Noriega |
| 11. Juli 2015 | Sam Osborne     | Kris Coddens  | Jan Pyott     | Helena Erbenová     | Carina Wasle   | Brigitta Poór   |

##### Xterra UK Championship
in Neath Valley, Wales
| Datum/Jahr    | Männer             | Männer         | Männer          | Frauen           | Frauen                    | Frauen            |
| Datum/Jahr    | Erster Platz       | Zweiter Platz  | Dritter Platz   | Erster Platz     | Zweiter Platz             | Dritter Platz     |
| ------------- | ------------------ | -------------- | --------------- | ---------------- | ------------------------- | ----------------- |
| 21. Juni 2008 | Nicolas Lebrun -2- | Conrad Stoltz  | Ronny Dietz     | Julie Dibens -2- | Anna Baylis-Scheiderbauer | Nicola Duggan     |
| 16. Sep. 2007 | Nicolas Lebrun     | Felix Schumann | Lieuwe Boonstra | Julie Dibens     | Eszter Erdelyi            | Michelle Lombardi |
| 3. Sep. 2006  | Seth Wealing       | Eneko Llanos   | Knut Höhler     | Renata Bucher    | Michelle Lombardi         | Candy Angle       |

### Xterra USA

#### Xterra Beaver Creek
in Avon, Beaver Creek (Colorado)
| Datum/Jahr    | Männer              | Männer        | Männer        | Frauen               | Frauen         | Frauen         |
| Datum/Jahr    | Erster Platz        | Zweiter Platz | Dritter Platz | Erster Platz         | Zweiter Platz  | Dritter Platz  |
| ------------- | ------------------- | ------------- | ------------- | -------------------- | -------------- | -------------- |
| 16. Juli 2016 | Josiah Middaugh -5- | Sam Long      | Rom Akerson   | Julie Baker          | Suzanne Snyder | Maia Ignatz    |
| 18. Juli 2015 | Josiah Middaugh -4- | Ben Hoffman   | Braden Currie | Flora Duffy          | Emma Gerrard   | Sara Schuler   |
| 19. Juli 2014 | Josiah Middaugh -3- | Ben Hoffman   |               | Chantell Widney      | Emma Gerrard   | Danelle Kabush |
| 2013          | Josiah Middaugh -2- |               |               |                      |                |                |
| 16. Juli 2011 | Josiah Middaugh     | Seth Wealing  | Brian Smith   | Shonny Vanlandingham |                |                |

#### Xterra Southeast Coast Championships
in Pelham (Alabama)
| Datum/Jahr        | Männer            | Männer          | Männer           | Frauen                   | Frauen               | Frauen              |
| Datum/Jahr        | Erster Platz      | Zweiter Platz   | Dritter Platz    | Erster Platz             | Zweiter Platz        | Dritter Platz       |
| ----------------- | ----------------- | --------------- | ---------------- | ------------------------ | -------------------- | ------------------- |
| 16. Mai 2015      | Braden Currie     | Josiah Middaugh | Chris Ganter     | Lesley Paterson -2-      | Emma Gerard          | Suzie Snyder        |
| 17. Mai 2014      | Josiah Middaugh   |                 |                  | Flora Duffy              |                      |                     |
| 19. Mai 2012 (WM) | Conrad Stoltz -6- | Craig Evans     | Christopher Legh | Lesley Paterson          | Melanie McQuaid      | Carla Van Huyssteen |
| 22. Mai 2011      | Conrad Stoltz -5- | Dan Hugo        | Josiah Middaugh  | Melanie McQuaid -2-      | Shonny Vanlandingham | Renata Bucher       |
| 13. Juni 2010     | Conrad Stoltz -4- | Josiah Middaugh | Craig Evans      | Shonny Vanlandingham -2- | Melanie McQuaid      | Lesley Paterson     |
| 23. Mai 2009      | Conrad Stoltz -3- | Josiah Middaugh | Mike Vine        | Melanie McQuaid          | Lesley Paterson      | Renata Bucher       |
| 8. Juni 2008      | Conrad Stoltz -2- | Dan Hugo        | Craig Evens      | Shonny Vanlandingham     | Lesley Paterson      | Christine Jeffrey   |
| 10. Juni 2007     | Conrad Stoltz     | Andrew Noble    | Josiah Middaugh  | Jamie Whitmore           | Melanie McQuaid      | Candy Angle         |

#### Xterra Southcentral Championships
in Waco (Texas)
| Datum/Jahr    | Männer          | Männer          | Männer        | Frauen               | Frauen               | Frauen            |
| Datum/Jahr    | Erster Platz    | Zweiter Platz   | Dritter Platz | Erster Platz         | Zweiter Platz        | Dritter Platz     |
| ------------- | --------------- | --------------- | ------------- | -------------------- | -------------------- | ----------------- |
| 17. Apr. 2011 | Conrad Stoltz   | Josiah Middaugh | Seth Wealing  | Melanie McQuaid      | Shonny Vanlandingham | Christine Jeffrey |
| 20. Juni 2009 | Josiah Middaugh | Nicolas Lebrun  | Dan Hugo      | Shonny Vanlandingham | Melanie McQuaid      | Jennifer Smith    |

#### Xterra West Coast Championships
| Datum/Jahr    | Austragungsort | Männer              | Männer          | Männer         | Frauen               | Frauen               | Frauen               |
| Datum/Jahr    | Austragungsort | Erster Platz        | Zweiter Platz   | Dritter Platz  | Erster Platz         | Zweiter Platz        | Dritter Platz        |
| ------------- | -------------- | ------------------- | --------------- | -------------- | -------------------- | -------------------- | -------------------- |
| 13. Apr. 2014 | Las Vegas      | Josiah Middaugh -4- |                 |                | Flora Duffy          |                      |                      |
| 13. Apr. 2013 | Henderson      | Josiah Middaugh -3- | Conrad Stoltz   | Branden Rakita | Lesley Paterson      | Suzie Snyder         | Shonny Vanlandingham |
| 14. Apr. 2012 | Las Vegas      | Conrad Stoltz -5-   | Josiah Middaugh | Dan Hugo       | Renata Bucher        | Lesley Paterson      | Emma Garrard         |
| 10. Apr. 2011 | Las Vegas      | Josiah Middaugh -2- | Conrad Stoltz   | Branden Rakita | Melanie McQuaid -4-  | Shonny Vanlandingham | Christine Jeffrey    |
| 25. Apr. 2010 | Henderson      | Conrad Stoltz -4-   | Josiah Middaugh | Brian Smith    | Shonny Vanlandingham | Melanie McQuaid      | Lesley Paterson      |
| 2. Mai 2009   | Henderson      | Conrad Stoltz -3-   | Josiah Middaugh | Dan Hugo       | Melanie McQuaid -3-  | Shonny Vanlandingham | Lesley Paterson      |
| 18. Mai 2008  | Temecula       | Conrad Stoltz -2-   | Dan Hugo        | Brian Smith    | Melanie McQuaid -2-  | Marion Summerer      | Jenny Tobin          |
| 20. Mai 2007  | Temecula       | Conrad Stoltz       | Mike Vine       | Andrew Noble   | Melanie McQuaid      | Jamie Whitmore       | Candy Angle          |
| 2004          | Keystone       | Josiah Middaugh -1- |                 |                |                      |                      |                      |

#### Xterra Pacific Championships
Dieses Rennen wurde erstmals 2011 in Santa Cruz (Kalifornien) ausgetragen.
| Datum/Jahr   | Männer        | Männer        | Männer        | Frauen          | Frauen        | Frauen        |
| Datum/Jahr   | Erster Platz  | Zweiter Platz | Dritter Platz | Erster Platz    | Zweiter Platz | Dritter Platz |
| ------------ | ------------- | ------------- | ------------- | --------------- | ------------- | ------------- |
| 15. Mai 2011 | Conrad Stoltz | Dan Hugo      | Seath Wealing | Lesley Paterson | Renata Bucher | Emma Garrard  |

#### Xterra USA National Championships
in Ogden im US-Bundesstaat Utah
| Datum/Jahr                           | Männer             | Männer          | Männer           | Frauen              | Frauen               | Frauen               |
| Datum/Jahr                           | Erster Platz       | Zweiter Platz   | Dritter Platz    | Erster Platz        | Zweiter Platz        | Dritter Platz        |
| ------------------------------------ | ------------------ | --------------- | ---------------- | ------------------- | -------------------- | -------------------- |
| 16. Juli 2022                        | Sullivan Middaugh  | Josiah Middaugh | Kieran McPherson | Lesley Paterson -3- | Suzie Snyder         | Amanda Presgraves    |
| 16. Sep. 2017                        | Mauricio Mendez    | Josiah Middaugh | Bradley Weiss    | Lesley Paterson -2- | Jacqueline Allen     | Julie Baker          |
| 20. Sep. 2014                        | Rubén Ruzafa       | Josiah Middaugh | Mauricio Mendez  | Flora Duffy         | Bárbara Riveros Díaz | Lesley Paterson      |
| 22. Sep. 2012                        | Josiah Middaugh    | Ben Allen       | Nicolas Lebrun   | Lesley Paterson     | Suzie Snyder         | Danelle Kabush       |
| 24. Sep. 2011                        | Nicolas Lebrun -2- | Dan Hugo        | Josiah Middaugh  | Melanie McQuaid -5- | Lesley Paterson      | Danelle Kabush       |
| 25. Sep. 2010                        | Conrad Stoltz -2-  | Nicolas Lebrun  | Josiah Middaugh  | Melanie McQuaid -4- | Lesley Paterson      | Shonny Vanlandingham |
| 26. Sep. 2009                        | Nicolas Lebrun     | Conrad Stoltz   | Josiah Middaugh  | Melanie McQuaid -3- | Shonny Vanlandingham | Lesley Paterson      |
| 5. Okt. 2008 Incline Village, Nevada | Mike Vine          | Seth Wealing    | Josiah Middaugh  | Melanie McQuaid -2- | Renata Bucher        | Carina Wasle         |
| 30. Sep. 2007                        | Conrad Stoltz      | Mike Vine       | Andrew Noble     | Jamie Whitmore -2-  | Jennifer Smith       | Dara Marks Marino    |
| 1. Okt. 2006                         | Seth Wealing       | Mike Vine       | Chris Legh       | Melanie McQuaid     | Jennifer Smith       | Danelle Kabush       |
| 2. Okt. 2005                         | Eneko Llanos       | Conrad Stoltz   | Mike Vine        | Jamie Whitmore      | Melanie McQuaid      | Barbara Lindquist    |

### Xterra Asia-Pacific Championships
erstmals 2014 in New South Wales ausgetragen
| Datum/Jahr    | Männer        | Männer        | Männer        | Frauen            | Frauen           | Frauen        |
| Datum/Jahr    | Erster Platz  | Zweiter Platz | Dritter Platz | Erster Platz      | Zweiter Platz    | Dritter Platz |
| ------------- | ------------- | ------------- | ------------- | ----------------- | ---------------- | ------------- |
| 28. März 2020 |               |               |               |                   |                  |               |
| 30. März 2019 | Bradley Weiss | Sam Osborne   | Brice Daubord | Penny Slater      | Jacqueline Allen | Carina Wasle  |
| 23. Apr. 2016 | Braden Currie | Sam Osborne   | Ben Allen     | Elizabeth Orchard | Carina Wasle     | Jacqui Slack  |
| 26. Apr. 2014 | Dan Hugo      |               |               | Flora Duffy       |                  |               |

### Xterra Brazil
| Datum/Jahr    | Austragungsort | Männer           | Männer                       | Männer           | Frauen                    | Frauen          | Frauen             |
| Datum/Jahr    | Austragungsort | Erster Platz     | Zweiter Platz                | Dritter Platz    | Erster Platz              | Zweiter Platz   | Dritter Platz      |
| ------------- | -------------- | ---------------- | ---------------------------- | ---------------- | ------------------------- | --------------- | ------------------ |
| 8. Mai 2016   | Ilhabela       | Albert Soley     | Felipe Moletta               | Diogo Malagon    | Sabrina Koester Gobbo -2- | Laura Mira Dias | Isabella G Ribeiro |
| 2015          |                | Diogo Malagon    | Frederico Carvalho Zacharias | Rodrigo Altafini | Sabrina Koester Gobbo     | Laura Mira Dias | Isabella G Ribeiro |
| 8. Juni 2014  |                |                  |                              |                  |                           |                 |                    |
| 23. Juni 2012 | Manaus         | Felipe Moletta   | Rodrigo Altafini             | Bruno Silva      | Shonny Vanlandingham -2-  | Luzia Bello     | Sabrina Gobbo      |
| 11. Juni 2011 | Manaus         | Ben Allen        | Felipe Moletta               | Sam Gardner      | Carina Wasle              | Sabrina Gobbo   | Manuela Vilaseca   |
| 7. Aug. 2010  | Mangaratiba    | Dan Hugo         | Alexandre Manzan             | Felipe Moletta   | Shonny Vanlandingham      | Sabrina Gobbo   | Luzia Bello        |
| 29. Aug. 2009 | Mangaratiba    | Rom Akerson      | Mike Vine                    | Alexandre Manzan | Maria Soledad Omar        | Carla Prada     | Barbara Bonfim     |
| 14. Juni 2008 | Angra dos Reis | Alexandre Manzan | Oscar Galindez               | Brian Smith      | Carla Prada               | Barbara Bomfim  |                    |
| 25. Juni 2007 | Angra dos Reis | Mike Vine        | Alexander Manzan             |                  | Candy Angle               |                 |                    |
| 29. Juli 2006 |                |                  |                              |                  |                           |                 |                    |
| 31. Juli 2005 |                | Conrad Stoltz    |                              | Jefferson Rangel |                           |                 |                    |

### Xterra Canada Championships
| Datum/Jahr   | Austragungsort    | Männer              | Männer         | Männer         | Frauen              | Frauen            | Frauen            |
| Datum/Jahr   | Austragungsort    | Erster Platz        | Zweiter Platz  | Dritter Platz  | Erster Platz        | Zweiter Platz     | Dritter Platz     |
| ------------ | ----------------- | ------------------- | -------------- | -------------- | ------------------- | ----------------- | ----------------- |
| 2. Sep. 2012 | Canmore (Alberta) | Mike Vine           | Branden Rakita | Paul Tichelaar | Melanie McQuaid -2- | Danelle Kabush    | Renata Bucher     |
| 4. Sep. 2011 | Whistler          | Josiah Middaugh -3- | Mike Vine      | Seth Wealing   | Melanie McQuaid     | Brandi Heisterman | Danelle Kabush    |
| 5. Sep. 2010 | Whistler          | Josiah Middaugh -2- | Mike Vine      | Branden Rakita | Christine Jeffrey   | Danelle Kabush    | Joanna Harrington |
| 2. Aug. 2009 | Canmore (Alberta) | Luke Way            | Joel Johnson   | Mike Champigny | Tanis Tomlin        | Nancy Burden      | Tara Pollock      |
| 2004         |                   | Josiah Middaugh     |                |                |                     |                   |                   |

### Xterra Dunsbourough
Dunsbourough in Australien (1,5 km Schwimmen, 28,5 km Mountainbiken und 10,5 km Trailrun)
| Datum/Jahr   | Männer       | Männer        | Männer        | Frauen             | Frauen          | Frauen                  |
| Datum/Jahr   | Erster Platz | Zweiter Platz | Dritter Platz | Erster Platz       | Zweiter Platz   | Dritter Platz           |
| ------------ | ------------ | ------------- | ------------- | ------------------ | --------------- | ----------------------- |
| 1. Apr. 2023 | Sam Osborne  | Ben Allen     | Tyla Windham  | Samantha Kingsford | Kristen Gardner | Jessica Kiekebosch-Fitt |

### Xterra Guam Championships
Seit 2012 wird Xterra auf Guam, der größten und südlichsten Insel des Marianen-Archipels im westpazifischen Ozean ausgetragen.
| Datum/Jahr    | Männer        | Männer          | Männer             | Frauen            | Frauen        | Frauen        |
| Datum/Jahr    | Erster Platz  | Zweiter Platz   | Dritter Platz      | Erster Platz      | Zweiter Platz | Dritter Platz |
| ------------- | ------------- | --------------- | ------------------ | ----------------- | ------------- | ------------- |
| 11. Apr. 2015 | Ben Allen -3- | Bradley Weiss   | Takahiro Ogasawara | Carina Wasle      | Jacqui Slack  | Mieko Carey   |
| 29. März 2014 | Dan Hugo      | Bradley Weiss   | Oliver Shaw        | Renata Bucher -2- | Mieko Carey   | Carina Wasle  |
| 23. März 2013 | Ben Allen -2- | Dan Hugo        | Bradley Weiss      | Jacqui Slack      | Renata Bucher | Carina Wasle  |
| 10. März 2012 | Ben Allen     | Olivier Marceau | Cedric Lassonde    | Renata Bucher     | Carina Wasle  | Jacqui Slack  |

### Xterra Great Ocean Road
Australien
| Datum/Jahr    | Männer       | Männer        | Männer        | Frauen       | Frauen        | Frauen        |
| Datum/Jahr    | Erster Platz | Zweiter Platz | Dritter Platz | Erster Platz | Zweiter Platz | Dritter Platz |
| ------------- | ------------ | ------------- | ------------- | ------------ | ------------- | ------------- |
| 30. März 2014 | Ben Allen    |               |               | Jacqui Slack |               |               |

### Xterra Japan Championship
in Marunuma
| Datum/Jahr    | Männer             | Männer             | Männer                   | Frauen               | Frauen         | Frauen        |
| Datum/Jahr    | Erster Platz       | Zweiter Platz      | Dritter Platz            | Erster Platz         | Zweiter Platz  | Dritter Platz |
| ------------- | ------------------ | ------------------ | ------------------------ | -------------------- | -------------- | ------------- |
| 25. Aug. 2012 | Takahiro Ogasawara | Cedric Lassonde    | Will Kelsay \| 2012      | Shonny Vanlandingham | Mieko Carey    |               |
| 6. Aug. 2011  | Conrad Stoltz      | Will Kelsay        | 2011                     | Mieko Carey          |                |               |
| 18. März 2008 | Sam Gardner        | Takahiro Ogasawara | Yasuo Takahashi \| 2008  | Renata Bucher        | Kyosuke Takei  | Maiko Ohta    |
| 25. Aug. 2007 | Nico Pfitzenmaier  | Yu Yumoto          | 2007                     | Jamie Whitmore -3-   |                |               |
| 26. Aug. 2006 | Yasuo Takahashi    | Kyosuke Takei      | Coutney Cardinas \| 2006 | Jamie Whitmore -2-   | Melissa Thomas | Mani Saito    |
| 27. Aug. 2005 | Yu Yumoto          | Jason Chalker      | Hideo Fukui \| 2005      | Jamie Whitmore       | Riikka Kelja   | Ingrid Rolles |
| 2000          | Michael Tobin      | Yasuo Takahashi    | 2000                     | Jody Purcell         |                |               |

### Xterra Malaysia Championship
in Kuantan am Teluk Cempedak Beach
| Datum/Jahr   | Männer        | Männer        | Männer           | Frauen           | Frauen            | Frauen        |
| Datum/Jahr   | Erster Platz  | Zweiter Platz | Dritter Platz    | Erster Platz     | Zweiter Platz     | Dritter Platz |
| ------------ | ------------- | ------------- | ---------------- | ---------------- | ----------------- | ------------- |
| 9. Mai 2016  | Ben Allen -2- | Bradley Weiss | Fabrizio Bartoli | Jacqui Slack -2- | Elizabeth Orchard | Carina Wasle  |
| 3. Mai 2014  | Dan Hugo      |               |                  | Jacqui Slack     |                   |               |
| 2013         | Ben Allen     |               |                  |                  |                   |               |
| 7. Juni 2009 | Mike Vine     | Scott Thorne  | Sam Gardner      | Renata Bucher    | Mieko Carey       | Daniella Erni |

### Xterra Mauritius
Australien
| Datum/Jahr   | Männer       | Männer        | Männer        | Frauen          | Frauen        | Frauen        |
| Datum/Jahr   | Erster Platz | Zweiter Platz | Dritter Platz | Erster Platz    | Zweiter Platz | Dritter Platz |
| ------------ | ------------ | ------------- | ------------- | --------------- | ------------- | ------------- |
| 24. Mai 2014 | Sam Gardner  |               |               | Karyn Southgate |               |               |

### Xterra Mexico Championships
Valle De Bravo
| Datum/Jahr    | Männer            | Männer         | Männer            | Frauen                   | Frauen               | Frauen            |
| Datum/Jahr    | Erster Platz      | Zweiter Platz  | Dritter Platz     | Erster Platz             | Zweiter Platz        | Dritter Platz     |
| ------------- | ----------------- | -------------- | ----------------- | ------------------------ | -------------------- | ----------------- |
| 4. Aug. 2012  | Francisco Serrano | Branden Rakita | Will Kelsay       | Renata Bucher            | Shonny Vanlandingham | Christine Jeffrey |
| 6. Aug. 2011  | Seth Wealing -3-  | Branden Rakita | Will Kelsay       | Shonny Vanlandingham -2- | Fabiola Corona       | Daniela Campuzano |
| 15. Aug. 2010 | Seth Wealing -2-  | Dan Hugo       | Francisco Serrano | Fabiola Corona           | Shonny Vanlandingham | Daniela Campuzano |
| 2. Aug. 2009  | Seth Wealing      | Nicolas Lebrun | Francisco Serrano | Shonny Vanlandingham     | Rebecca Dussault     | Fabiola Corona    |
| 24. Juni 2006 |                   | Mike Vine      |                   |                          |                      |                   |

### Xterra Motatapu Championships
| Datum/Jahr   | Männer        | Männer        | Männer         | Frauen        | Frauen        | Frauen            |
| Datum/Jahr   | Erster Platz  | Zweiter Platz | Dritter Platz  | Erster Platz  | Zweiter Platz | Dritter Platz     |
| ------------ | ------------- | ------------- | -------------- | ------------- | ------------- | ----------------- |
| 7. März 2015 |               |               |                |               |               |                   |
| 8. März 2014 | Braden Currie | Oliver Shaw   | David Esposito | Nicky Samuels | Renata Bucher | Elizabeth Orchard |

### Xterra New Zealand Championships
in Rotorua
| Datum/Jahr    | Männer             | Männer         | Männer           | Frauen               | Frauen             | Frauen            |
| Datum/Jahr    | Erster Platz       | Zweiter Platz  | Dritter Platz    | Erster Platz         | Zweiter Platz      | Dritter Platz     |
| ------------- | ------------------ | -------------- | ---------------- | -------------------- | ------------------ | ----------------- |
| 7. Apr. 2018  | Sam Osborne -2-    | Olly Shaw      | Kieran McPherson | Jacqueline Allen -3- | Samantha Kingsford | Hannah Wells      |
| 7. Apr. 2017  | Sam Osborne        | Hayden Wilde   | Kyle Smith       | Jacqueline Allen -2- | Hannah Wells       | Josie Wilcox      |
| 11. Apr. 2015 | Braden Currie      | Sam Osborne    | Olly Shaw        | Suzie Snyder         | Elizabeth Orchard  | Rachel Challis    |
| 12. Apr. 2014 | Conrad Stoltz      |                |                  | Bárbara Riveros Díaz |                    |                   |
| 13. Apr. 2013 | Ben Allen -2-      | Stuart Marais  | Olly Shaw        | Renata Bucher        | Jacqueline Slack   | Karen Hanlen      |
| 14. Apr. 2012 | Ben Allen          | Graham O’Grady | Scott Thorne     | Jacqueline Slack     | Annika Small       | Elizabeth Orchard |
| 12. Apr. 2011 | Richard Ussher -2- | Scott Thorne   | Mark Leishman    | Karen Hanlen         | Susie Wood         | Elizabeth Orchard |
| 10. Apr. 2010 | Scott Thorne       | Mark Leishman  | Michael Poole    | Nicola Leary -2-     | Rebecca Rea        | Susie Wood        |
| 18. Apr. 2009 | Richard Ussher     | Scott Thorne   | Mark Leishman    | Nicola Leary         | Susie Wood         | Anika Smail       |
| 12. Apr. 2008 | Terenzo Bozzone    | Mark Leishman  | Scott Thorne     | Sonia Foote -2-      | Susie Wood         | Nicola Leary      |
| 15. Apr. 2007 | Tim Wilding        | Jon Hume       | Mark Leishman    | Gina Ferguson        | Sonia Hill         | Catherine Dunn    |
| 1. Apr. 2005  | Hamish Carter      | Jon Hume       | Scott Thorne     | Sonia Foote          | Evelyn Williamson  | Samantha Warriner |

### Xterra Pacific Championships
Dieses Rennen wurde erstmals 2011 in Santa Cruz (Kalifornien) ausgetragen.
| Datum/Jahr   | Männer        | Männer        | Männer        | Frauen          | Frauen        | Frauen        |
| Datum/Jahr   | Erster Platz  | Zweiter Platz | Dritter Platz | Erster Platz    | Zweiter Platz | Dritter Platz |
| ------------ | ------------- | ------------- | ------------- | --------------- | ------------- | ------------- |
| 15. Mai 2011 | Conrad Stoltz | Dan Hugo      | Seath Wealing | Lesley Paterson | Renata Bucher | Emma Garrard  |

### Xterra Philippines
Das Rennen in Liloan (Cebu) wurde erstmals 2011 ausgetragen. Seit 2017 ist die Austragung als Asia-Pacific Championship in Danao.
| Datum/Jahr    | Männer            | Männer          | Männer           | Frauen               | Frauen        | Frauen                 |
| Datum/Jahr    | Erster Platz      | Zweiter Platz   | Dritter Platz    | Erster Platz         | Zweiter Platz | Dritter Platz          |
| ------------- | ----------------- | --------------- | ---------------- | -------------------- | ------------- | ---------------------- |
| 22. Apr. 2018 | Bradley Weiss -3- | Sam Osborne     | Kieran McPherson | Carina Wasle -2-     | Penny Slater  | Myriam Guillot-Boisset |
| 23. Apr. 2017 | Bradley Weiss -2- | Sam Osborne     | Kieran McPherson | Carina Wasle         | Penny Slater  | Jessica Koltz          |
| 8. Feb. 2015  | Bradley Weiss     | Mauricio Mendez | Ben Allen        | Flora Duffy          | Jacqui Slack  | Dimity-Lee Duke        |
| 15. März 2014 | Dan Hugo          | Brad Weiss      | Ben Allen        | Renata Bucher -2-    | Carina Wasle  | Mieko Carey            |
| 2. März 2013  | Ben Allen -2-     | Dan Hugo        | Sam Gardner      | Lesley Paterson      | Renata Bucher | Darrelle Parker        |
| 19. März 2012 | Ben Allen         | Olivier Marceau | Cedric Lassonde  | Renata Bucher        | Jacqui Slack  | Darrelle Parker        |
| 6. März 2011  | Sam Gardner       | Neil Catiil     | George Vilog     | Shonny Vanlandingham | Renata Bucher | Carina Wasle           |

### Xterra Phuket
Das Rennen wurde erstmals 2017 ausgetragen.
| Datum/Jahr   | Männer           | Männer        | Männer         | Frauen        | Frauen           | Frauen        |
| Datum/Jahr   | Erster Platz     | Zweiter Platz | Dritter Platz  | Erster Platz  | Zweiter Platz    | Dritter Platz |
| ------------ | ---------------- | ------------- | -------------- | ------------- | ---------------- | ------------- |
| 2. Apr. 2017 | Kieran McPherson | Ben Allen     | Brodie Gardner | Renata Bucher | Kelli Montgomery | Marika Wagner |

### Xterra Réunion
Das Rennen wurde erstmals 2015 ausgetragen.
Bei der dritten Austragung im April 2017 konnten die Österreicherin Carina Wasle und der Spanien Rubén Ruzafa ihre Siege aus dem Vorjahr erfolgreich verteidigen.
| Datum/Jahr    | Männer           | Männer           | Männer           | Frauen              | Frauen              | Frauen           |
| Datum/Jahr    | Erster Platz     | Zweiter Platz    | Dritter Platz    | Erster Platz        | Zweiter Platz       | Dritter Platz    |
| ------------- | ---------------- | ---------------- | ---------------- | ------------------- | ------------------- | ---------------- |
| 16. Apr. 2017 | Rubén Ruzafa -2- | Brice Daubord    | Bradley Weiss    | Carina Wasle -2-    |                     |                  |
| 17. Apr. 2016 | Rubén Ruzafa -1- | François Carloni | Yeray Luxem      | Carina Wasle -1-    | Carla Van Huyssteen | Susan Jane Sloan |
| 26. Apr. 2015 | Bradley Weiss    | Yeray Luxem      | François Carloni | Carla Van Huyssteen | Kathrin Müller      | Claire Baudis    |

### Xterra Saipan Championships
Bei diesem Rennen auf der Inselgruppe der Nördlichen Marianen stellte der Australier Ben Allen (1,5 km Schwimmen, 30 km Radfahren und 12 km Laufen) im März 2015 mit seinem vierten Sieg in Folge den bisherigen Rekord des Schweizers Olivier Marceau ein.

Die Schweizerin konnte Renata Bucher hier zwischen 2005 und 2012 bereits sieben Mal gewinnen und landete 2015 auf dem vierten Rang.
Die Österreicherin Carina Wasle konnte 2017 hier nach 2016 und 2014 zum dritten Mal gewinnen.
| Datum/Jahr    | Männer              | Männer             | Männer             | Frauen               | Frauen               | Frauen               |
| Datum/Jahr    | Erster Platz        | Zweiter Platz      | Dritter Platz      | Erster Platz         | Zweiter Platz        | Dritter Platz        |
| ------------- | ------------------- | ------------------ | ------------------ | -------------------- | -------------------- | -------------------- |
| 18. März 2017 | Sam Osborne         | Bradley Weiss      | Ben Allen          | Carina Wasle -3-     | Mieko Carey          |                      |
| 12. März 2016 | Brodie Gardner      |                    |                    | Carina Wasle -2-     | Mieko Carey          | Renata Bucher        |
| 28. März 2015 | Ben Allen -4-       | Bradley Weiss      | Takahiro Ogasawara | Jacqui Slack -2-     | Carina Wasle         | Mieko Carey          |
| 5. Apr. 2014  | Ben Allen -3-       | Dan Hugo           | Bradley Weiss      | Carina Wasle -1-     | Renata Bucher        | Jacqui Slack         |
| 9. März 2013  | Ben Allen -2-       | Dan Hugo           | Bradley Weiss      | Jacqui Slack -1-     | Carina Wasle         | Renata Bucher        |
| 24. März 2012 | Ben Allen -1-       | Olivier Marceau    | Cedric Lassonde    | Renata Bucher -7-    | Jacqui Slack         | Carina Wasle         |
| 12. März 2011 | Sam Gardner -3-     | Takahiro Ogasawara | Paul Chetwynd      | Shonny Vanlandingham | Carina Wasle         | Renata Bucher        |
| 13. März 2010 | Sam Gardner -2-     | Mike Vine          | Jason Chalker      | Renata Bucher -6-    | Shonny Vanlandingham | Mieko Carey          |
| 18. Apr. 2009 | Sam Gardner -1-     | Mike Vine          | Sascha Wingenfeld  | Renata Bucher -5-    | Julie Dibens         | Shonny Vanlandingham |
| 8. März 2008  | Andrew Noble        | Jim Vance          | Takahiro Ogasawara | Renata Bucher -4-    | Mieko Carey          | Stephanie Alcivar    |
| 17. März 2007 | Olivier Marceau -4- | Sam Gardner        | Andrew Noble       | Renata Bucher -3-    | Julie Dibens         | Jamie Whitmore       |
| 1. Apr. 2006  | Olivier Marceau -3- | Yu Yumoto          | Taro Shirato       | Renata Bucher -2-    | Jamie Whitmore       | Monique Sawicki      |
| 9. Apr. 2005  | Olivier Marceau -2- | Hideo Fukui        | Jason Chalker      | Renata Bucher -1-    | Jamie Whitmore       | Ingrid Rolles        |
| 2004          | Olivier Marceau -1- |                    |                    |                      |                      |                      |

### Xterra South Africa
| Datum/Jahr    | Männer             | Männer          | Männer            | Frauen                  | Frauen            | Frauen               |
| Datum/Jahr    | Erster Platz       | Zweiter Platz   | Dritter Platz     | Erster Platz            | Zweiter Platz     | Dritter Platz        |
| ------------- | ------------------ | --------------- | ----------------- | ----------------------- | ----------------- | -------------------- |
| 24. Feb. 2018 | Bradley Weiss -2-  | Michael Lord    | Brice Daubord     | Carina Wasle -3-        | Hayley Preen      | Johandri Leicester   |
| 25. Feb. 2017 | Richard Murray -2- | Bradley Weiss   | Stuart Marais     | Flora Duffy -4-         | Mari Rabie        | Rachel Klamer        |
| 20. Feb. 2016 | Bradley Weiss      | James Cunnama   | Aiden Dunster     | Flora Duffy -3-         | Carina Wasle      | Susan Jane Sloan     |
| 22. Feb. 2015 | Stuart Marais      | Bradley Weiss   | Roger Serrano     | Flora Duffy -2-         | Mari Rabie        | Carina Wasle         |
| 23. Feb. 2014 | Dan Hugo -4-       | Stuart Marais   | Conrad Stoltz     | Flora Duffy             | Carina Wasle      | Carla Van Huyssteen  |
| 24. Feb. 2013 | Richard Murray     | Dan Hugo        | Nico Pfitzenmaier | Carla Van Huyssteen -2- | Susan Jane Sloan  | Shonny Vanlandingham |
| 26. Feb. 2012 | Conrad Stoltz -4-  | Stuart Marais   | Dan Hugo          | Carla Van Huyssteen     | Carina Wasle      | Tanya Rabie          |
| 26. Feb. 2011 | Dan Hugo -3-       | Kent Horner     | Nico Pfitzenmaier | Carina Wasle -2-        | Michelle Lombardi | Carla Van Huyssteen  |
| 26. Feb. 2010 | Dan Hugo -2-       | Kent Horner     | Nico Pfitzenmaier | Mari Rabie              | Michelle Lombardi | Hanlie Booyens       |
| 18. Apr. 2009 | Felix Schumann     |                 |                   | Carina Wasle            |                   |                      |
| 19. Apr. 2008 | Dan Hugo           | Felix Schumann  | Nico Pfitzenmaier | Erdelyi Eszter          | Jeannie Bomford   | Michelle Lombardi    |
| 14. Apr. 2007 | Conrad Stoltz -3-  |                 |                   | Michelle Lombardi -2-   |                   |                      |
| 25. März 2006 | Conrad Stoltz -2-  | Kent Horner     | Nico Pfitzenmaier | Michelle Lombardi       | Sibylle Matter    | Riikka Kelja         |
| 23. Apr. 2005 | Conrad Stoltz -1-  | Lieuwe Boonstra |                   |                         |                   |                      |
| 2004          |                    | Lieuwe Boonstra | Dan Hugo          |                         |                   |                      |

### Xterra Taiwan
Die Erstaustragung war am 30. September 2018.
| Datum/Jahr    | Männer       | Männer        | Männer        | Frauen         | Frauen           | Frauen        |
| Datum/Jahr    | Erster Platz | Zweiter Platz | Dritter Platz | Erster Platz   | Zweiter Platz    | Dritter Platz |
| ------------- | ------------ | ------------- | ------------- | -------------- | ---------------- | ------------- |
| 30. Sep. 2018 | Lewis Ryan   | Ben Allen     | Doug Hall     | Nicole Walters | Jacqueline Allen | Leila Hancox  |

### Xterra Venezuela Championships
in Villa Caribe
| Datum/Jahr   | Männer       | Männer              | Männer                   | Frauen                             | Frauen                | Frauen        |
| Datum/Jahr   | Erster Platz | Zweiter Platz       | Dritter Platz            | Erster Platz                       | Zweiter Platz         | Dritter Platz |
| ------------ | ------------ | ------------------- | ------------------------ | ---------------------------------- | --------------------- | ------------- |
| 6. Aug. 2011 | Leandro Lobo | Manuel Jose Guillen | David Jose Diaz Delgardo | Patricia Daniela Marquez Fernandez | Maria Graciela Garcia |               |

### Ehemalige Austragungsorte

#### Xterra Argentinia Championship
2007 wurde das Xterra-Rennen in La Calera am Lago San Roque ausgetragen.
| Datum/Jahr    | Männer         | Männer              | Männer                 | Frauen            | Frauen          | Frauen             |
| Datum/Jahr    | Erster Platz   | Zweiter Platz       | Dritter Platz          | Erster Platz      | Zweiter Platz   | Dritter Platz      |
| ------------- | -------------- | ------------------- | ---------------------- | ----------------- | --------------- | ------------------ |
| 21. März 2019 | Rom Akerson    | Kieran McPherson    | Felipe Moletta         | Erika Simon       | Laura Mira Dias |                    |
| 17. Feb. 2007 | Oscar Galindez | Maximiliano Morales | Gonzalo Raul Tellechea | Maria Solede Omar | Magdalena Nieto | Maria Gisela Cocha |

#### Xterra Australian Championship
Das bisher einzige Xterra-Rennen wurde 2008 in Daylesford im Bundesstaat Victoria ausgetragen.
| Datum/Jahr   | Männer       | Männer        | Männer        | Frauen       | Frauen          | Frauen          |
| Datum/Jahr   | Erster Platz | Zweiter Platz | Dritter Platz | Erster Platz | Zweiter Platz   | Dritter Platz   |
| ------------ | ------------ | ------------- | ------------- | ------------ | --------------- | --------------- |
| 5. Apr. 2008 | Chris Legh   | Leon Griffin  | Jarad Kohlar  | Meg Russell  | Amanda Richards | Raeleigh Rogers |

#### Xterra Costa Rica Championship
| Datum/Jahr    | Männer                         | Männer          | Männer          | Frauen               | Frauen        | Frauen        |
| Datum/Jahr    | Erster Platz                   | Zweiter Platz   | Dritter Platz   | Erster Platz         | Zweiter Platz | Dritter Platz |
| ------------- | ------------------------------ | --------------- | --------------- | -------------------- | ------------- | ------------- |
| 29. März 2015 | Rom Akerson                    | Josiah Middaugh | Mauricio Mendez | Lesley Paterson      | Emma Garrard  | Sara McLarty  |
| 29. März 2014 | Leonardo Chacon                | Josiah Middaugh | Mauricio Mendez | Shonny Vanlandingham |               |               |
| 8. Sep. 2007  |                                |                 |                 |                      |               |               |
| 16. Aug. 2006 | Antonio Ferreira da Silva Neto |                 |                 |                      | Katya Meyers  |               |